# Municipi de Satovtxa
El municipi de Satovtxa (búlgar: Община Сатовча) és un municipi búlgar pertanyent a la província de Blagòevgrad, amb capital a la ciutat homònima. Es troba a sud-est de la província, i es fronterer amb Grècia. És una de les poques àrees de Bulgària on els musulmans d'ètnia búlgara són majoria de la població.
L'any 2011 tenia 15.444 habitants, el 44,6 búlgars, el 5,06% turcs i el 1,6% gitanos. La capital municipal és Satovcha i la localitat més poblada és Kochan.

## Localitats
El municipi es compon de les següents localitats:
| - Bogolín - Dolen - Fárgovo - Godéshevo - Kochan - Kribul - Osina | - Pletena - Satovcha - Slashten - Túhovishta - Vaklínovo - Valkosel - Zhízhevo |